# Nothing to Lose (Sanctus Real)
Nothing to Lose é o último álbum independente lançado pela banda Sanctus Real, antes de assinar pela gravadora Sparrow Records. Foi lançado em 2001.

## Faixas
1. "Nothing to Lose" - 3:33
2. "Won't Walk Away" - 3:51
3. "Otherside" - 3:28
4. "Captain's Chair" - 3:32
5. "Inside Out" - 3:49
6. "All I Want" - 3:35
7. "Overflow" - 4:11
8. "The Way You Wanted" - 3:34
9. "Message" - 4:09
10. "Craving" - 5:21
11. "After Today" - 5:56

## Créditos
- Matt Hammit - Vocal
- Chris Rohman - Guitarra
- Mark Graalman - Bateria
- Steve Goodrum - Baixo